# Mohicani (singolo)
Mohicani è un singolo del gruppo musicale italiano Boomdabash e della rapper italiana Baby K, pubblicato l'11 giugno 2021 come quinto estratto dal quarto album in studio Donna sulla Luna.

## Descrizione
Il brano è stato scritto da Rocco Hunt, Federica Abbate, Cheope e Takagi & Ketra e si caratterizza per le sonorità dancehall reggae tipiche del gruppo, oltre ad influenze marcatamente pop. Riguardo al significato del testo, gli stessi Boomdabash hanno spiegato:

## Accoglienza
Il sito All Music Italia ha descritto il brano come «un pezzo di grande effetto che rimanda alla dancehall tipica della Giamaica, rispecchiando l’inconfondibile grinta che da sempre caratterizza il gruppo» e «una ventata d'aria fresca, [...] in grado di trasportarci immediatamente nella dimensione estiva».
La Stampa ha elogiato la collaborazione tra i due artisti, spiegando che si tratta di «uno straordinario duetto che rimane subito nelle orecchie, un mix contagioso di elementi diversi che s'intrecciano perfettamente in un tutt'uno davvero sorprendente». Descrive inoltre il pezzo dal «sound accattivante e ad un ritornello diretto e vincente» che determina «una contagiosa esplosione di positività».

## Video musicale
L'11 giugno 2021 è stato pubblicato sul canale YouTube del gruppo un lyric video del brano. Il video vero e proprio, diretto da Fabrizio Conte, è stato pubblicato il 21 giugno, sempre attraverso il canale YouTube del quartetto.

## Tracce
Testi di Rocco Pagliarulo, Federica Abbate, Alfredo Rapetti, Alessandro Merli e Fabio Clemente, musiche di Alessandro Merli e Fabio Clemente.
1. Mohicani – 2:51

## Classifiche

### Classifiche settimanali
| Classifica (2021) | Posizione massima |
| ----------------- | ----------------- |
| Italia            | 7                 |

### Classifiche di fine anno
| Classifica (2021) | Posizione |
| ----------------- | --------- |
| Italia            | 39        |